# Sankt Mikaels Kirke (Pindstrup)
 Der er for få eller ingen kildehenvisninger i denne artikel, hvilket er et problem. Du kan hjælpe ved at angive troværdige kilder til de påstande, som fremføres i artiklen.

Sankt Mikaels Kirke er et katolsk kapel beliggende på Kastrupvej i landsbyen Ringsø pr.Pindstrup ved Ryomgård, på Djursland.
I 1920'erne havde en del polske gæstearbejdere slået sig ned i Pindstrup-området, da der var rigtig gode beskæftigelsesmuligheder ved den storstilede tørveproduktion ved Pindstrup Mosebrug. Den lille polske koloni dannede 1929 en polsk forening, der som sin første opgave var at tage initiaitiv til opførelsen af en kirke, hvor gæstearbejderne kunne afholde katolsk messe. Der blev indsamlet en kapital på 7.000 kr., og direktør la Cour fra mosebruget skænkede al tømmeret til opførelsen af bygningen. Ved frivillig arbejdskraft blev den nye bygning rejst, og kunne indvies af den katolske menighed 2. påskedag 21. april 1930.
Der afholdes messer i kirken 2 gange månedligt.

## Ekstern henvisning
- Wikimedia Commons har flere filer relateret til Sankt Mikaels Kirke (Pindstrup)
- Den Katolske Kirke i Danmark

56°23′21.58″N 10°24′5.91″Ø / 56.3893278°N 10.4016417°Ø